# Rare Live
Rare Live – wideokaseta zespołu Queen z 1989 roku. Zawiera 19 utworów grupy zarejestrowanych w czasie koncertów na całym świecie w latach 1973-1986.

## Lista utworów
1. „I Want It All” (Title Track)
2. „Crazy Little Thing Called Love” (Osaka, 1982)
3. „Liar” (Rehearsal, 1973 at Rainbow Theatre, 1974)
4. „Another One Bites the Dust” (Buenos Aires, 1981 i Wiedeń, 1982)
5. „Rock N' Roll Medley” (Hammersmith Odeon, 24 grudnia 1975)
6. „My Melancholy Blues” (Houston, 1977)
7. „Hammer to Fall (Stadion Wembley, 1986)
8. „Killer Queen” (Earl’s Court, 1977)
9. „We Will Rock You” (Live Aid, Stadion Wembley, 1985)
10. „Somebody to Love” (Milton Keynes, 1982)
11. „Tie Your Mother Down” (Paryż, 1979; Frankfurt, 1982; Rio de Janeiro, 1985)
12. „Keep Yourself Alive” (Hammersmith Odeon, 24 grudnia 1974 i Tokio, 1985)
13. „Love of My Life (São Paulo, 1981)
14. „Stone Cold Crazy” (Rainbow Theatre, 1974)
15. „Radio Ga Ga” (Sydney, 1985 i Knebworth Park, 1986)
16. „You Take My Breath Away” (Earl’s Court, 1977)
17. „Sheer Heart Attack” (Houston, 1977)
18. „We Are the Champions” (Frankfurt, 1982 i Knebworth Park, 1986)
19. God Save the Queen (Wiedeń, 1982)